# Décès en 1024
Décès
- 1020
- 1021
- 1022
- 1023
- 1024
- 1025
- 1026
- 1027
- 1028

Cette page dresse une liste de personnalités mortes au cours de l'année 1024 :
- 18 janvier : Abd al-Rahman V, calife omeyyade de Cordoue.
- 9 avril : Benoît VIII, pape[1].
- 13 juillet : Henri II, empereur romain germanique[2].

- Alpert de Metz, chroniqueur bénédictin.
- Al-Sijzi, mathématicien persan.
- Choe Hang (en), ministre de Corée.
- Cúán úa Lothcháin (en), poète irlandais.
- Éric Håkonsson, jarl de Lade (dans le Trøndelag actuel), il gouverne la Norvège.
- Sultan ad-Dawla, émir bouyide d'Irak et du Fars.

## Crédit d'auteurs
- Cet article est partiellement ou en totalité issu de l'article intitulé « 1024 » (voir la liste des auteurs).